# Kaple svatého Jana Nepomuckého (Stradov)
Kaple sv. Jana Nepomuckého je významnou dominantou a církevní památkou vsi Stradov.

## Historie a architektura
Kaple sv. Jana Nepomuckého ve středu vsi pochází z doby kolem roku 1780. Kaple klasicistního slohu je tvořena obdélným základem s půlkruhovým závěrem. V trojúhelníkovém štítě je umístěna nika se sochou sv. Jana Nepomuckého. Sedlová střecha má na vrcholu dřevěnou zvoničku s jehlancovou střechou a křížem na vrcholu. Interiér kaple je plochostropý s novodobým zařízením. Vchod pravoúhlý a fasády jsou členěny okny s půlkruhovým obloukem.

## Bohoslužby
Pravidelné mše se v ní neslouží.